# 卡尔·古斯塔夫·斯塔夫
卡尔·古斯塔夫·斯塔夫（瑞典語：Karl Gustaf Staaf，1881年4月6日—1953年2月15日），瑞典男子田径、拔河运动员。他曾代表混合队参加1900年夏季奥林匹克运动会拔河比赛，获得一枚金牌。